# Saturnin (román)
Saturnin je humoristický román Zdeňka Jirotky z roku 1942 s postavami vypravěče, nepředvídatelného sluhy Saturnina, tety Kateřiny, jejího syna Milouše, krásné slečny Barbory, strýce Františka, doktora Vlacha a vypravěčova dědečka. Jde o nejúspěšnější Jirotkův román, který značně vyniká nad ostatní autorova díla. Podle literárních kritiků se Jirotka inspiroval anglickou literaturou, mj. dílem Jeroma Klapky Jerome a romány a povídkami anglického spisovatele Pelhama Grenvilla Wodehouse, v nichž vystupuje sluha Jeeves.
Zdeněk Jirotka se v roce 1940 stal díky Janu Drdovi spolupracovníkem Lidových novin. Ve společnosti Drdy, Jiřího Brdečky a dalších vyprávěl Jirotka historky ze života a Drda jej vyzval, aby do Lidových novin napsal povídku. Krátká povídka pod názvem Můj sluha Saturnin vyšla v Lidových novinách 24. srpna 1940. Velkou část románu psal Jirotka v koupelně svého pražského bytu, protože v období Protektorátu bylo kvůli náletům nařízeno zatemnění oken a v koupelně okno nebylo. Kniha je členěna do 26 kapitol. Každá je označena římskou číslicí, za níž následuje krátký odstavec s informací o ději dané kapitoly. Celkem má přes 55 600 slov. Román byl přeložen do angličtiny, němčiny, španělštiny, italštiny, polštiny, lotyštiny a vietnamštiny. V roce 2009 román vyhrál čtenářskou anketu Kniha mého srdce, a roku 2018 cenu Magnesia Litera v kategorii Knihy století podle široké veřejnosti.
Na motivy románu natočil roku 1994 režisér Jiří Věrčák čtyřdílný seriál Saturnin, který byl později sestříhán i do podoby celovečerního filmu. V roce 2017 bylo nakladatelstvím XYZ vydáno volné pokračování knihy pod názvem Saturnin se vrací z pera Miroslava Macka, které bylo vydáno i jako audiokniha načtená Miroslavem Vladykou. Další dvě novodobá volná pokračování, též napsána Miroslavem Mackem, která navazují na Saturnin se vrací (2017) mají podobný název, a to Saturnin zasahuje (2020) a Saturnin se představuje (2021).

## Vydání a ilustrace
V roce 1942 vyšla dvě sešitová vydání knihy v Nakladatelství Lidové noviny, v edici Knihovna Lidových novin. V letech 1943, 1946 a 1948 knihu vydal nakladatel František Borový a prvním ilustrátorem románu se stal karikaturista Otakar Mrkvička. V roce 1949 román vydalo nakladatelství Práce s úvodní ilustrací Josefa Hochmana. V letech 1954–1991 uskutečnilo nakladatelství Československý spisovatel 9 vydání. V roce 1954 knihu ilustroval Václav Pátek, 1959 Svatopluk Pitra a 1964 Vratislav Hlavatý. Následovalo 6 vydání s ilustracemi Stanislava Dudy (1968, 1970, 1985, 1990, 1991 a v nakladatelství Český spisovatel v roce 1994). Bez ilustrací knihu v roce 1994 vydalo nakladatelství Soft design. Od roku 1999 ji vydávalo nakladatelství Šulc s kresbami karikaturisty Michala Hrdého (1999, 2004, 2005, 2007, 2008, 2009 a 2012). Zatím poslední 24. vydání z roku 2014 od stejného nakladatelství ilustroval Adolf Born. S jeho ilustracemi vyšla už dříve cizojazyčná vydání.
Kniha byla nejméně šestkrát načtena jako audiokniha. V roce 1970 román načetl Miloš Vavruška, v roce 1990 Jan Hartl pro Československý rozhlas, v září 1990 Svatopluk Beneš pro Supraphon, 1991 Jiří Samek, 1992 Ondřej Havelka a 2010 Oldřich Vízner.
V roce 2010 byl Saturnin uveden jako divadelní hra v režii Ondřeje Havelky v Divadle ABC. Tutéž hru uvedlo v roce 2015 Národní divadlo Brno v režii Jakuba Nvoty. V režii Petra Vacka uvedlo v roce 2018 hru Saturnin Divadlo Na Jezerce. 20. dubna 2018 se konala premiéra v Městském divadle Mladá Boleslav v režii Adama Doležala.

## Příběh
Děj se odehrává v Praze a na venkově v blízkosti malého městečka. Příběh probíhá nejspíš přímo v době, kdy byla kniha napsána, tedy kolem roku 1942. (I když děj působí jako z období první republiky, je v příběhu z Moravy dvakrát zmíněno zatemnění oken, které bylo v Protektorátu zavedeno 1. září 1939. Další vodítka představují dvě částečně datované události, z nichž lze odhadovat, že vloupání do vily prof. Ludy se odehrálo nejspíše v neděli 6. srpna 1939, nástup Saturnina do služeb vypravěče asi roku 1941 a vlastní děj v červenci až září roku 1943, s tím, že výprava na Bílé sedlo byla zahájena ve čtvrtek 26. srpna. Nicméně v knize se vedle celé řady reálií z druhé poloviny třicátých let vyskytuje také legendární parník Praha, který byl ovšem ve skutečnosti již roku 1921 prodán do Polska.)
Vtipný vypravěč, pražský úředník, který žije klidným životem, najme sluhu Saturnina. Netuší však, že ten mu v příštích dnech změní podstatně život. Sluha je pracovitý, má uhlazené způsoby a je vzdělaný. Začne však nenápadně mezi známými svého pána roznášet zvěsti o pánových dobrodružných cestách na safari a byt vybaví trofejemi. Vypravěč nikomu sluhovy fabulace nevyvrací. Jednoho dne se od Saturnina dozví, že již nebydlí v bytě, ale na hausbótu.
Na hausbót se nezvána přistěhuje teta Kateřina – s argumentem, že její syn Milouš potřebuje zdravý vzduch – a vyšoupne vypravěče z jeho kabiny. Saturnin neváhá a jedná. Varuje tetu s Miloušem před hlodavci, kteří v noci přebíhají lidem přes obličej, a předá jim na ochranu maškarní masky. Teta nevrle vyklidí pole.
Většina děje románu se odehrává na dědečkově venkovském sídle během vypravěčovy třítýdenní dovolené. Pozván byl také doktor Vlach, rodinný přítel. V prvním týdnu se neděje nic zvláštního; vypravěč se těší na příjezd krásné slečny Barbory. Zná se s ní z tenisového klubu, kde na ni však příliš velký dojem neudělal. Opět se sem však vmísí teta Kateřina s Miloušem a kazí ostatním jinak příjemné dny. Saturnin se okamžitě sblíží s dědečkem a naučí ho džiu-džitsu, to má však neblahé následky, protože v bleskovém jednostranném „souboji“ si vypravěč vyvrtne kotník a musí jet do nemocnice. Zpět ho již odváží slečna Barbora. Řeka, která odděluje dědečkův dům od městečka, se rozvodnila a jakmile přejeli mostek, strhla ho. Zmizela tak jediná přístupová cesta do městečka, a tedy i na nákupy. Navíc je v domě z neznámého důvodu přerušen přívod elektrického proudu. Společnost tak prožívá malé dobrodružství. Po večerech si vyprávějí příběhy a dny tráví vařením na ohni, procházkami a odpočinkem. Vypravěč se sbližuje se slečnou Barborou, je však otráven chováním osmnáctiletého Milouše, neuctivého ke slečně Barboře. Dohodne se proto se Saturninem, že společně povedou proti Miloušovi skrytou válku. Tomu se od té chvíle stávají „náhodné“ nehody a jeho umělý obraz nonšalantního světáka se rozplývá.
Docházejí zásoby a pan stavitel, se kterým dědeček počítal, že bez prodlev stržený most opraví, se zatím neobjevil. Společnost se tedy rozhodne, že obejde pramen řeky a vydá se do městečka pěšky, přičemž noc stráví ve srubu doktora Vlacha. Cesta je příjemná až do chvíle, kdy se dědeček zraní a nezbývá než druhou noc přenocovat pod širým nebem. Založí oheň a střídají se v jeho udržování, vypravěč políbí slečnu Barboru, na což Milouš následně tiše pláče. Když následující den dojdou k místu strženého mostu, uvidí stát most nový.
Teta Kateřina se vnutila ošetřovat dědečka, ač měl pouze bolavá záda, a nepustila k němu ani doktora Vlacha. Dědeček však byl z jejího strašného podlézání, nucení, proseb, hraných hysterických záchvatů a vyhrožování natolik otráven, že začal předstírat šílenství. Tím dostal tetu ze své blízkosti. Dědeček fingovaně sepsal závěť, ve které všechen svůj majetek odkázal na dobročinné účely. Když se to teta Kateřina dozvěděla, prohlásila o něm, že se zbláznil a že to požene k soudu, načež odjela. Později se ukázalo, že i tato finta byl Saturninův rafinovaný nápad.
Příběh končí tím, že všichni odjíždějí domů a vracejí se do života, na který byli zvyklí. Vypravěč pozve slečnu Barboru na schůzku a z dopisu od Saturnina se dozvídá, že Saturnin zůstává ve službách dědečka, že hausbót ve skutečnosti patří Saturninovi a že bude rád, když na něm jeho bývalý pán zůstane. Dědeček a Saturnin si otevřeli kancelář pro napravování nepravostí v románech a začali ve jménu pravdy přepracovávat přehnané scény z literárních děl do reálnější podoby. Teta Kateřina se bohatě vdala.

## Postavy
- Saturnin – osobitý, nápaditý a pohotový sluha vypravěče, spolehlivý a velmi chytrý. Společným jmenovatelem Saturninových činů je chránit svého pána a pomáhat mu.
- Vypravěč (v románu beze jména, pro účely filmu pojmenovaný Jiří Oulický) – třicetiletý svobodný, zprvu trochu suchopárný nesmělý mladý muž, spokojený s klidným životem. Saturninem se nechává vmanipulovat do více či méně absurdních situací. Dle slečny Barbory tluče nemožně forhend a servíruje jako babička.[18] (Vypravěč je o dva roky mladší než autor Jirotka, ten se však na rozdíl od něj oženil ve svých 28 letech.)
- Dědeček – hodný starý bohatý pán, který se patrně baví bojem příbuzných o dědictví. Zapálený příznivec elektrického proudu (vše v jeho domě je na elektřinu).
- Doktor Vlach – padesátiletý lékař libující si v sarkasmu a filipikách, který vymýšlí různé teorie o chování lidí.
- Slečna Barbora Terebová – milá, energická, moderní žena, která umí dobře hrát tenis.
- Teta Kateřina – již deset let vdova, která se nezastaví před ničím, aby získala dědečkovy peníze. Chová se jako mladice, groteskně až trapně, chodí hopsavě. Je podlézavá, dokáže účelově měnit chování. Má zálibu v příslovích, jimiž uvádí či komentuje kdekterou situaci a otravuje okolí.
- Milouš – syn tety Kateřiny, neotesaný budižkničemu, který se chová jako světák, ale není jím.
- Strýc František – zesnulý manžel tety Kateřiny a otec Miloušův; někdejší majitel továrničky na čisticí prostředky. Jeho snem bylo vyrobit úžasné mýdlo, ač neměl pražádné odpovídající odborné vzdělání. Proto v jeho továrně bývaly časté exploze a jiné nehody. Po jeho smrti zvládla teta Kateřina v rekordním čase podnik zruinovat.

## Jazykové prostředky
Dílo je napsáno ve spisovném jazyce s občasnými archaismy. Pro humoristický záměr díla je obsažen humor a ironie. V díle se často objevují přísloví a pořekadla, které užívá převážně doktor Vlach a teta Kateřina, a také úvahy, které užívá jak vypravěč, tak i doktor Vlach. Objevují se ale také i řečnické otázky, dlouhé monology a řeči vypravěče a doktora Vlacha. Vypravěč občasně promlouvá přímo ke čtenáři.